# Іванов Микола Іванович (вчений)
Микола Іванович Іванов (19 травня 1923, с. Лукіно, Тверська область (Росія) — 25 березня 2009, Донецьк) — радянський і український економіст, професор, член-кореспондент НАНУ.

## Біографія
Учасник Другої світової війни, мав бойові нагороди.
Закінчив Московський гірничий інститут (1951). Працювати почав у цьому ж інституті (1951–57) Кандидат технічних наук (1955).
У 1957—67 роках працював у Донецькому науководослідному вугільному інституті (з 1961 — начальник відділу), 1967–86 — завідувач відділу економічного моделювання. Водночас 1973–86 — заступник директора з наукової роботи.
В 1969 році захистив докторську дисертацію з економіки і наступного року отримав звання професора.
З 1979 року член-кореспондент НАНУ.
1986—2002 — завідувач відділу проблем ефективного використання виробничого потенціалу, від 2002 — головний науковий співробітник Інституту економіки промисловості НАН України (Донецьк), також професор Донецького університету.
Головні напрямки наукових досліджень: ефективність капітальних вкладень у промислове виробництво, застосування математичних методів та комп'ютерів для планування та управління виробництвом.
Помер 25 березня 2009 в Донецьку.

## Наукові праці
Основні публікації:
- Экономико-математическое моделирование развития горных работ на шахтах. Москва, 1971
- Моделирование организации шахтного строительства. Москва, 1973
- Планирование производства горнорудных объединений и предприятий. К., 1976
- Планирование и организация производства основных фондов в промышленности. К., 1982
- Производственный потенциал: обновление и использование. К., 1989
- Структурные сдвиги в производственном потенциале. К., 1993
- Экономические аспекты производственного потенциала: теория и практика. Д., 2000
- Производственный потенциал: проблемы обновления и развития. Д., 2002 (співавт.)

## Нагороди
Нагороджений державними нагородами СРСР та України:
- 1979 — Заслужений діяч науки і техніки УРСР
- 1982 — Премія імені О.Г. Шліхтера за цикл робіт «Науково-технічна революція і вдосконалення управління соціалістичним виробництвом»
- 1999 — Орден Богдана Хмельницького ІІІ ст.